# ماتئو دالساندرو
ماتئو دالساندرو (انگلیسی: Matteo D'Alessandro؛ زادهٔ ۱۸ مهٔ ۱۹۸۹) بازیکن فوتبال اهل ایتالیا است.
از باشگاه‌هایی که در آن بازی کرده‌است می‌توان به باشگاه فوتبال رجینا، باشگاه فوتبال رجانا، باشگاه فوتبال پرو ورچلی، و باشگاه فوتبال مونتسا اشاره کرد.